# Кібератаки на Румунію (2022)
Кібератаки на Румунію (2022) — серія множинних DDoS-атак проти кількох румунських урядових, військових, банківських та ЗМІ веб-сайтів у відповідь на заяви румунських посадовців про військову допомогу Україні. Почались 29 квітня 2022 року, о 04:05 за східним стандартним часом. За атаками стояла прокремлівська гакерська група Killnet, яка вдалася до цього у відповідь на заяву Флоріна Кицу, тодішнього президента Сенату Румунії, про те, що Румунія надасть Україні військову допомогу. Російська Федерація, яка вторглася в Україну, публічно виступила проти військової підтримки України з боку Заходу, заявивши, що це призведе до «блискавичних ударів у відповідь».

## Передумови
26 квітня 2022 року президент Палати депутатів Румунії Марсель Чолаку, прем'єр-міністр Ніколае Чюке та міністр закордонних справ Богдан Ауреску відвідали Київ, щоб зустрітися з Президентом України Володимиром Зеленським, Прем'єр-міністром України Денисом Шмигалем та з Головою Верховної Ради Русланом Стефанчуком. Під час зустрічі Румунія підтвердила свою підтримку України та її прагнень до євроінтеграції, а також зобов'язалася активно брати участь у відбудові країни.
Зустріч була запланована ще на 13 квітня, делегація Румунії спочатку складалася з Президента Сенату Флоріна Кицу та Президента Палати депутатів Марчела Чолаку, які мали відвідати Київ 27 квітня на запрошення Стефанчука. Прем'єр-міністр Чюке обґрунтував відсутність Кицу тим, що окремо заплановано два державні візити, за умови введення заходів безпеки в Києві через вторгнення Росії в Україну в 2022 році. Тим не менш, Флорін Кіцу 27 квітня 2022 року відвідав Київ самостійно, після чого заявив, що Румунія має зробити більше для України, підтримуючи її військовою технікою.
Росія стверджувала, що військова підтримка України Заходом «загрожує європейській безпеці». Президент Росії Володимир Путін заявив, що «якщо хтось має намір втрутитися в події, що відбуваються [російське вторгнення в Україну] ззовні, і створити для Росії неприйнятні для нас стратегічні загрози, вони повинні знати, що наші удари у відповідь будуть блискавичними».

## Кібератака
29 квітня 2022 року, о 04:05 за східним стандартним часом, веб-сайти Міністерства національної оборони, румунської прикордонної поліції, уряду Румунії та Румунської залізниці перестали функціонувати внаслідок DDoS-атаки. За даними Міністерства оборони, кібератака не поставила під загрозу функціонування його веб-сайту, а навпаки, перешкодила доступу користувачів до нього. В уряді заявили, що ІТ-спеціалісти в структурах на урядовому рівні співпрацюють з експертами профільних установ для відновлення доступу та виявлення причин. Тим часом Румунські залізниці випустили альтернативні способи придбання залізничних квитків у цифровому вигляді.
Служба розвідки Румунії (SRI) заявила, що гакери, які стояли за кібератакою, використовували мережеве обладнання з-за меж Румунії. Прокремлівська гакерська група Killnet заявила про атаки через Telegram, заявивши, що «президент Сенату Румунії Марсель Чолаку оприлюднив заяву, в якій пообіцяв українській владі „максимальну допомогу“ у постачанні летальної зброї до Києва». Крім того, вони оприлюднили список веб-сайтів, які перестали функціонувати через DDoS-атаку, де також значився веб-сайт OTP Bank (румунського підрозділу). Про справу повідомлено Управління з розслідування організованої злочинності та тероризму (DIICOT), доступ до веб-сайтів відновлено.
О 19:30 за східним стандартним часом була запущена ще одна DDoS-атака, цього разу на веб-сайт Соціал-демократичної партії (PSD), очолюваної Чолаку, яка аналогічно припинила функціонування сайту. У відповідь ІТ-відділ партії швидко вжив заходів і протягом 15 хвилин відновив доступ до сайту.
У відповідь Національне управління кібербезпеки Румунії (DNSC) опублікувало на своєму офіційному веб-сайті список із 266 IP-адрес, причетних до DDoS-атак 29 квітня. 30 квітня, приблизно о 2:30 за східним стандартним часом, цей веб-сайт також перестав працювати внаслідок подальшої DDoS-атаки прокремлівської гакерської групи, а доступ користувачів було відновлено о 8:30 за східним стандартним часом. Пізніше того ж дня ще одна DDoS-атака припинила роботу веб-сайту Поліції Румунії.
Прокремлівська гакерська група погрожувала аналогічним способом припинити роботу ще 300 румунських веб-сайтів, зокрема сайтів магазинів, військових, урядових, ЗМІ, банків, лікарень, навчальних закладів, політичних партій тощо. Також були включені до списку деякі веб-сайти, що використовують молдавські (.md) домени.
1 травня 2022 року Killnet припинив роботу веб-сайтів семи румунських аеропортів (включаючи аеропорти в Бухаресті, Клуж-Напока тощо), а також кількох веб-сайтів ЗМІ, зокрема Digi24.
Існують підозри, що румунський резидент у Сполученому Королівстві допоміг Killnet ліквідувати румунські веб-сайти, перекладаючи вміст румунською мовою на російську. Їх помістили під варту. У відповідь Killnet погрожував «знищити Румунію, Сполучене Королівство та Молдову», якщо вони не будуть звільнені протягом 48 годин.

## Реакція громадськості
Міністр оборони Румунії Василе Дінку назвав ці кібератаки «символічними». Президент Палати депутатів Румунії Марсель Чолаку назвав його номінацію «президентом Сенату» Кілннетом помилкою (оскільки головування в Сенаті обіймав Флорін Кицу), і заявив, що «у разі потреби Румунія готова як юридично, так і морально зробити цей крок [постачати Україні військову техніку]. На даний момент [на момент перших нападів] рішення немає». Тим часом румунська гакерська група «Анонімна Румунія» заявила, що розпочала контратаку на російський урядовий сайт.
Флорін Кицу, президент Сенату, також відреагував: «По-перше, я не знаю, що це за гакери, які не знають, хто є президентом Сенату чи президентом Палати депутатів […]. По-друге, якщо ми подивимося на цю заяву [Кілнета], то дивно мати зображення президента Палати депутатів, мати правильне ім'я, але помилково його посаду […]. Простий пошук у Вікіпедії, і ви б дізналися, хто є президентом Сенату».